# Palhais (Sertã)
Palhais ist ein Ort und eine ehemalige Gemeinde (Freguesia) im portugiesischen Kreis Sertã. Die Gemeinde hatte 268 Einwohner (Stand 30. Juni 2011).
Am 29. September 2013 wurden die Gemeinden Palhais, Cumeada und Marmeleiro zur neuen Gemeinde União das Freguesias de Cumeada e Marmeleiro zusammengeschlossen.